# 藤井信幸
藤井 信幸（ふじい のぶゆき、1956年8月2日 - ）は、日本の経済学者・歴史学者。専門は、日本経済史。東洋大学経済学部教授。博士（経済学）（早稲田大学・論文博士・2000年）。

## 略歴
東京都中野区出身。早稲田高等学校、早稲田大学政治経済学部、同大学大学院経済学研究科、日本学術振興会特別研究員、富士短期大学助教授などを経て、1995年東洋大学経済学部助教授。1999年現職。2000年早稲田大学より博士（経済学）を授与される。

## 受賞歴
- 1999年：『テレコムの経済史』で第14回電気通信普及財団賞。

## 著書

### 単著
- 『テレコムの経済史 近代日本の電信・電話』（勁草書房、1998年）
- 『地域開発の来歴 太平洋岸ベルト地帯構想の成立』（日本経済評論社、2004年）
- 『通信と地域社会』（日本経済評論社、2005年）
- 『世界に飛躍したブランド戦略 森村市左衛門 御木本幸吉』（芙蓉書房出版、2009年）
- 『池田勇人 所得倍増でいくんだ』（〈ミネルヴァ日本評伝選〉ミネルヴァ書房、2012年）

### 共著
- （太田愛之・川口浩）『日本経済の二千年』（勁草書房、1997年/改訂版、2006年）

### 共編著
- （佐々木聡）『情報と経営革新 近代日本の軌跡』（同文舘出版、1997年）
- （中村隆英）『都市化と在来産業』（日本経済評論社、2002年）